# 15583 Hanick
15583 Hanick è un asteroide della fascia principale. Scoperto nel 2000, presenta un'orbita caratterizzata da un semiasse maggiore pari a 2,6261343 UA e da un'eccentricità di 0,1339026, inclinata di 1,80339° rispetto all'eclittica.